# 泊松超代数
数学中，泊松超代数是泊松代数的Z2-次推广。具体地说，泊松超代数是（结合）超代数A，且有李超括号：
{\displaystyle [\cdot ,\cdot ]:A\otimes A\to A}
如此(A, [·,·])是李超括号；运算
{\displaystyle [x,\cdot ]:A\to A}
是A的超导子：
{\displaystyle [x,yz]=[x,y]z+(-1)^{|x||y|}y[x,z].\,}
超交换泊松代数是指（结合）积是超交换的。
这是“超化”泊松代数的一种可能方式，给出了费米子场和经典自旋-1/2粒子的经典动力学。另一种方法是定义反括号代数，这见于BRST量子化、巴塔林-维尔可维斯基代数等。

## 例子
- 若A是结合Z2次代数，则对任意纯分次的x、y，定义新积[.,.]（称为超交换子）：[x,y]:=xy-(-1)|x||y|yx，则A就变为泊松超代数。